# Eugène Beauduin
Eugène Jean Joseph Victor Beauduin (Tienen, 14 april 1877 - Brussel, 8 november 1920) was een Belgisch volksvertegenwoordiger.

## Levensloop
Beauduin was de zoon van Victor Beauduin, burgemeester van Tienen, liberaal volksvertegenwoordiger en afgevaardigde bestuurder van de Tiense Suikerraffinaderijen. Hij werd zelf gemeenteraadslid van Tienen.
Hij stond als opvolger op een kartellijst van socialisten en liberalen voor de Kamerverkiezingen. Toen volksvertegenwoordiger Prosper Van Langendonck ontslag nam, werd Bauduin opgeroepen om zijn opvolger te zijn. Hij legde inderdaad de eed af op 1 november 1911, maar bleef slechts één maand zetelen. Op 4 december werd hij opgevolgd door Louis Théophile Claes.
De reden van deze wel heel korte periode lag waarschijnlijk in verkiezingsakkoorden die vooraf waren gesloten, waarbij Van Langendonck moest worden opgevolgd door een socialist.
Beauduin behoorde tot de leidende burgerij van Tienen. Hij woonde sinds 1906 met zijn echtgenote Maria Leurs (1881-1965) en hun twee kinderen op het door hem aangekochte kasteel van Boutersem.